# Marco Behrmann
Marco Behrmann, född 1973 i Tyskland, är en svensk spelkonstruktör och författare.
Behrmann har medverkat i ett flertal av de större kommersiella rollspelsproduktionerna som har givits ut under de senaste 15 åren, däribland Eon, Neotech, Viking och nu senast (2006) det dystopiska rollspelet Noir. Behrmann hade fram till januari 2008 en av Sveriges mer sällsynta arbetsbeskrivningar, som community-chef för ett svenskt online-datorspel, innan han utsågs till VD och kreativ chef för First Planet Company AB, ett nytt dotterbolag till Mindark PE AB.
2014 var Behrmann med och grundade rollspelsföretaget Helmgast.

## Biografi
Behrmann är född i Tyskland men bor och arbetar i Göteborg.
1993 träffade Behrmann Carl Johan Ström, som då utvecklade rollspelet Neotech, under varumärket Neogames. De blev kompanjoner 1997 då Neogames blev aktiebolag. Under 1999 utvecklades ett datorspel baserat på Neogames Eon-licens av Göteborgsföretaget ComputerHouse GBG AB (konkurs 2001) där Behrmann var Lead Designer under perioden 1999 till januari 2001. Efter detta blev Behrmann marknadschef för livsstilsmagasinet Codex, utgivet av Portal Publishing.
I januari 2002 började han arbeta för MindArk AB, vilka utvecklar Entropia Universe (fd Project Entropia), ett virtuellt universum med en verklig ekonomi, som konceptskrivare. Behrmann blev 2007 utsedd till Chief Information Officer/Director of Community Relations på Mindark, innan han utsågs till VD och kreativ chef för First Planet Company AB, ett nytt dotterbolag till Mindark som övertog det virtuella universummet Planet Calypso, tidigare kallat Entropia Universe. Vid sidan av sitt vanliga arbete skriver Behrmann rollspel och är engagerad inom rollspelsvärlden i olika communities på nätet.